# 吉留孝司
吉留 孝司（よしどめ こうし、1969年2月6日 - ）は、地方競馬の浦和競馬場薮口一麻厩舎所属の騎手である。勝負服の柄は胴紫・桃菱山形、袖白・桃二本輪。鹿児島県出水市出身、血液型B型。

## 来歴
1986年荒尾競馬場大村一勇厩舎から騎手デビュー。10月27日荒尾競馬第6競走ヒュウガシラカワで初騎乗（9頭立て8着）。
1987年4月6日荒尾競馬第5競走ハローエンジェルで初勝利（8頭立て）。
2000年、荒尾競馬第2競走ウインドカラーで地方競馬通算500勝達成。
2003年、627戦106勝で荒尾のリーディングジョッキー初獲得。
2004年、全日本リーディングジョッキーズシリーズで54ポイントを獲得し優勝する。同年荒尾競馬リーディングジョッキー。
2006年2月5日第1回小倉競馬6日目第10競走萌黄賞（サラ系3歳500万下）でヒロノジョーに騎乗し中央競馬（JRA）初騎乗（18頭立て18番人気15着）。続く第11競走吉野ケ里特別（サラ系4歳以上1000万下）をウルヴズグレンで優勝（16頭立て13番人気）し、2戦目でJRA初勝利を挙げた。同年5月30日第3回荒尾競馬3日目第5競走サラブレッド系C-7組条件戦をワンダーヘネシで優勝（8頭立て1番人気）し、10235戦目で地方競馬通算1000勝達成。
2007年7月17日第5回荒尾競馬3日目第2競走サラブレッド系C-11組条件戦をジュンノチケットで優勝（7頭立て2番人気）し、地方競馬通算1100勝達成。
2008年5月6日第2回佐賀競馬5日目第1競走C2-20組条件戦をクィックテイオーで優勝（8頭立て8番人気）し、地方競馬通算1200勝達成。同年スーパージョッキーズトライアル2008出場（総合10位）。
2009年4月23日荒尾競馬第3競走ハーロンフォンテンで地方競馬通算1300勝達成。
2011年限りで荒尾競馬が廃止になったことに伴い、浦和競馬場薮口一麻厩舎へ移籍。
2012年1月10日第1回船橋競馬1日目第11競走白富士盃（B2二組以下）でオースミマーシャルに騎乗し、移籍後初騎乗（14頭立て14番人気13着）。

## 主な騎乗馬
- ワールドクリーク（2004年大阿蘇大賞典）
- ケイウンヘイロー（2007年大阿蘇大賞典）
- タニノウィンザー（2008年肥後の国GP、2009年大阿蘇大賞典、九州記念）